# Иванов, Алексей Тимофеевич
Алексей Тимофеевич Иванов (7 февраля 1924, дер. Горбово, Псковская губерния — 24 марта 1987, Псков) — помощник командира стрелкового взвода 176-го стрелкового полка, сержант — на момент последнего представления к награждению орденом Славы.

## Биография
Родился 7 февраля 1924 года в селе Горбово (ныне — Псковского района Псковской области). Окончил 7 классов, работал трактористом в МТС.
С началом Великой Отечественной войны остался на оккупированной территории, с марта 1943 года воевал в составе 8-й Ленинградской партизанской бригады. Участвовал в боевых операциях, приобрёл воинские навыки. В феврале 1944 года, после соединения со строевыми частями партизан, Иванов стал солдатом 176-го стрелкового полка 46-й стрелковой дивизии. В первых боях показал воинское мастерство и сноровку. Его выдвинули на должность командира отделения, затем назначили помкомвзвода. Он сражался на Ленинградском, потом на 2-м Белорусском фронтах. Особо отличился в боях по освобождению Польши.
14 января 1945 года сержант Иванов первым со своим отделением ворвался в населённый пункт Госьцеево, забросал гранатами дзот противника, уничтожил пулемётный расчёт, чем обеспечил продвижение стрелков. Приказом от 17 января 1945 года сержант Иванов Алексей Тимофеевич награждён орденом Славы 3-й степени.
15 февраля 1945 года, участвуя в прорыве обороны противника у населённых пунктов Дубельно и Вольфсбрух, сержант Иванов ворвался с бойцами в траншею противника и подорвал дзот и 2 орудия. Был ранен, но поле боя не покинул. Приказом от 25 марта 1945 года сержант Иванов Алексей Тимофеевич награждён орденом Славы 2-й степени.
30 марта 1945 года сержант Иванов в боях при взятии города Данцига был тяжело ранен, но продолжал биться с врагом. Этот бой был последним для разведчика Алексея Иванова. Из госпиталя он вышел инвалидом. Приказом от 22 июля 1945 года сержант Иванов Алексей Тимофеевич награждён орденом Славы 3-й степени.
После выздоровления боец был демобилизован. Будучи награждённым тремя орденами Славы, он, тем не менее, не являлся полным кавалером. Вернулся на родину инвалидом.
Указом Президиума Верховного Совета СССР от 26 декабря 1967 года в порядке перенаграждения Иванов Алексей Тимофеевич награждён орденом Славы 1-й степени. Стал полным кавалером ордена Славы.
Жил в городе Пскове. Работал заместителем главного бухгалтера в областном отделе социального обеспечения. Скончался 24 марта 1987 года. Похоронен на Орлецовском кладбище Пскова.
Награждён орденами Отечественной войны 1-й степени, Славы 3-х степеней, медалями.